# Таємничий містер Кін
«Таємничий містер Кін» (англ. The Mysterious Mr. Quin) — збірка з 12 оповідань англійської письменниці Агати Крісті, опублікована у 1930 році. Збірник присвячений зустрічам загадкового й демонічного містера Харлі Кіна з літнім джентльменом на прізвище Саттерсвейт, що обертається у вищих колах суспільства. Коли містер Саттерсвейт зіштовхується з якоюсь загадкою, зненацька з'являється містичний містер Кін, і своїми навідними запитаннями допомагає йому розгадати таємницю.
У своїй «Автобіографії» Агата Крісті пізніше написала, що Кін і Саттерсвейт стали її улюбленими персонажами. Останній також з'явиться в її романі із серії Пуаро «Трагедія у трьох діях» (1935), а Кін — ще у двох оповіданнях «Чайний сервіз „Арлекін“» і «Любовні перипетії», що увійшли в інші збірники.

## Збірка
1. Прихід містера Кіна
2. Тінь на склі
3. У готелі «Дзвіночок і мішура»
4. Знамення
5. Душа круп'є
6. Людина з моря
7. Голос у темряві
8. Обличчя прекрасної Єлени
9. «Мертвий Арлекін»
10. Птах з підбитим крилом
11. На краю землі
12. Стежка Арлекіна